# Траян Петровски
Траян Саве Петровски (на македонска литературна норма: Трајан Петровски) е писател, поет, публицист и преводач от Северна Македония, лустриран като сътрудник на югославските тайни служби през 2012 година.

## Биография
Роден е в 1939 година в охридското село Ърбиново. Завършва Юридическия факултет на Скопския университет. В периода 1962-1980 година активно сътрудничи на югославските тайни служби по линия на пробългарски настроени писатели, македонски националисти и следи за антикомунистическа и антиюгославска дейност.
Бил е посланик на Република Македония в Турция, Саудитска Арабия, Обединените арабски емирства и Централно-азиатските държави.
Член е на Дружеството на писателите на Македония и е бил негов председател. Член е на Съюза на литературните преводачи на Македония и на Македонския ПЕН център.
Умира на 28 март 2021 г..

## Творчество
- И падина и гороцвет (поезия, 1964),
- Опаленик (поезия, 1967),
- Благослов на лебот (поезия, 1969),
- Водици (поезия, 1969),
- Дреновина (поезия, 1971),
- Огненото лице на Дебарца (монография, 1972),
- Вовчето Киро (роман за деца, 1973),
- Горчлив австралиски патопис (1974),
- Ни ден ни гробнина (поезия, 1974),
- Говорот на селаните (поезия, 1980),
- Време Литово и Аждерово (разкази, 1982),
- Запеј, запеј (песни за деца, 1982),
- Старо лозје (поезия, 1983),
- Анадолските ветрови (поезия, 1983),
- Сфинга (поезия, 1985),
- Девствена причесна (роман, 1985),
- Асхаровци (роман, 1987),
- Каирска магија (запис, 1988),
- Смалувањето на човекот (разкази, 1988),
- Житија караормански (записи, 1989),
- Разговори со Прличев (поезия, 1989),
- Заклетва за простодушните (роман, 1991),
- Дервишки прстен (роман, 1994),
- Здравица за потомците (роман, 1995),
- Босфорско завештание (поезия, 1996),
- Верување во Охрид (поема, 1996),
- Живеам во Азија (поезия, 2000),
- Беседења по дервишки (поезия, 2000).

Носител е на наградите: „Рациново признание“, „Кочо Рацин“, „Детска Радост“, „Ванчо Николески“, „Григор Пърличев“, „Златен Юпитер“ на град Тосия (Турция), „Златно перо“ и „Повелба на града Охрид“.